# Parafia Świętych Apostołów Piotra i Pawła w Reszlu
Parafia św. Apostołów Piotra i Pawła w Reszlu została utworzona 10 listopada 1337 roku. Obecnie parafia należy do Dekanatu Reszel (archidiecezja warmińska).
Parafia obejmuje swoim zasięgiem miejscowości: Reszel, Annowo, Babieniec, Biel, Czarnowiec, Dębnik, Grodzki Młyn, Gudniki, Kępa Tolnicka, Klewno, Kominki, Lipowa Góra, Mnichowo, Robawy, Tolniki Małe, Worpławki, Wólka Ryńska, Zawidy.

## Księgi metrykalne
- ochrzczonych od 1929,
- małżeństw od 1911,
- zmarłych od 1945.

## Obiekty sakralne
- Kościół parafialny pod wezwaniem św. Apostołów Piotra i Pawła w Reszlu
  - historia:
    - II poł. XIV w. – budowa,
    - 3 kwietnia 1580 r. – konsekracja, bp Marcin Kromer,
    - 19 czerwca 1757 – konsekracja ołtarza głównego, bp Adam Stanisław Grabowski;
    - 1806 – pożar;
    - 31 maja 1817 – konsekracja po odbudowie, bp Andrzej Stanisław von Hatten;
    - 1997–2001 – remont kapitalny

- - odpust parafialny:
    - 29 czerwca (św. Apostołów Piotra i Pawła)
    - 2 sierpnia (Matki Boskiej Anielskiej)
- Kościół filialny pod wezwaniem św. Andrzeja Boboli w Gudnikach
  - odpust:
    - 16 maja (św. Andrzeja Boboli)
- Kaplica filialna pod wezwaniem św. Jana Chrzciciela w Kominkach
  - historia:
    - 1843 – budowa

  - odpust:
    - 24 czerwca(św. Jana Chrzciciela)
- Kaplica filialna pod wezwaniem św. Anny w Robawach
  - historia:
    - 1733 – budowa,
    - 1929 – rozbudowa kościoła o nawę,
    - 2001 – remont kapitalny,

  - odpust:
    - 26 lipca (św. Anny)